# 福利物産
福利物産株式会社（ふくりぶっさん）は、広島県尾道市東尾道に本社を置く加工食品メーカーである。

## 概要
福利物産株式会社は、佃煮、煮豆、惣菜、珍味、ふりかけ等を製造する加工食品メーカーである。
創業は江戸中期・安政年間・天明六年。北前船の帰港地として大いに栄えた商都・尾道。そこで綿問屋を営んでいた「福光ヤ」が、現在の福利物産の前身。
福利という名前は、創業者「福島利助」の性と名を1字ずつ取って名付けられた。
現在の社長・福島光宏は七代目である。

## 沿革
- 1786年 - 福光ヤと号し商いを行う
- 1875年 - 尾道市土堂町にて三代目福島利助が海産物問屋を創業
- 1930年 - 出資金5万円を以て合名会社「福利商店」を設立
- 1938年 - 海産物問屋業のほかに佃煮製造工場を併設
- 1945年 - 商号を福利食糧合名会社と改称
- 1947年12月 - 福利産業株式会社を設立
- 1948年10月 - 福利工業株式会社・福利食品株式会社を吸収
- 1949年10月 - 福利食糧合名会社と吸収合併し、商号を福利物産株式会社と改称
- 1951年 - 煮豆・惣菜・珍味の製造開始
- 1975年1月 - 尾道市東尾道・ベイタウン尾道内に工場及び、本社事務所を新築移転
- 1995年 - 同敷地内にふりかけ工場を増設
- 2004年5月 - ネット販売を開始
- 2005年3月 - 散策情報誌「尾道おちこち」を発刊
- 2007年10月 - ISO 9001:2000 品質マネジメントシステムを認証取得
- 2008年2月 - 日本商工会議所会頭賞受賞
- 2008年3月 - 直営店舗「北前亭」をオープン
- 2009年6月 - モンドセレクション金賞受賞
- 2010年6月 - モンドセレクション金賞受賞
- 2011年6月 - モンドセレクション3年連続金賞受賞、国際優秀品質賞受賞

## 主な商品
- 味付ちりめん （広島菜ちりめん・昆布ちりめん・山椒ちりめん等）
  - 名前の通り、ちりめんにまろやかな味付をし、季節のもの、土地のもの等、様々な具材を混ぜ合わせたしっとり柔らかい、生タイプのふりかけである。また江戸時代に北前船の寄港地として栄え、港に停泊する北前船の舟方衆は、故郷への何よりの土産として、瀬戸の島々に古くから伝わっていた「味付ちりめん」を持ち帰ったと言われている。またふるさと小包で当時の郵政大臣賞を受賞している。

- 小魚佃煮　（くるみ小女子・山椒白魚・栄養煮・しそしらす等）
- 昆布佃煮　（しそ昆布・子持昆布・松茸昆布等）
- 惣菜 （昆布巻・わかめ・ふき・しめじ・椎茸・かきのしぐれ煮等）
- 煮豆 （大豆・金時豆・黒豆・大黒花芸豆・うぐいす豆等）
- 釜飯の素 （かき釜飯）

## 直営店舗「北前亭」
広島県尾道市土堂町（福利物産創業の地）に直営店舗がある。
戦前の町屋作りをモチーフにしている。
店内は尾道土産として味付ちりめん、佃煮を使ったユニークに富んだ商品がいろいろ。
- 住所：広島県尾道市土堂2丁目8-13
- 営業時間 10:00～18:00
- 定休日 水曜日

## 尾道おちこち
尾道おちこちというフリーペーパーを発行している。「おちこち」とは「遠近」と書いて「あちらこちら」という意味で、尾道のまち、ひと、味といった尾道の変わらない魅力を紹介するタウン情報誌ともなっていた。2005年から年2回のペースで発行されていたが2008年5月発行の第6号が最新号である。ただし、尾道市内の主要な観光拠点、観光案内センター、福利物産の商品取り扱い各店などで2009年現在でも入手は可能である。
- No.1 2005年3月発行 特集「千光寺公園で遊ぼう!」 表紙・お好み焼き「のぐち」野口秋治郎さん
- No.2 2005年10月発行 特集「渡船に乗って大和見物!」  表紙・めん処「みやち」加藤滋さん・慶子さん
- No.3 2006年3月発行 特集「ガード&踏切大研究!」 表紙・「今川茶舗」 五代目今川智弘さん
- No.4 2006年10月発行 特集「小路30連発!路地を歩く」 表紙・「菊寿堂」三代目小武家義明さん
- No.5 2007年3月発行  特集「ほのぼの巡る石の旅!寄り石巡礼」 表紙・「サンモルテ」伊藤千代さん・幸一郎さん
- No.6 2008年5月発行 特集「お稲荷さんこんにちは」 表紙・「北前亭」 江村店長・平川番頭

## 尾道郷土館
尾道郷土館は福利物産の本社敷地内に併設されていた有史1000年尾道の歴史と文化の資料館兼土産品レストハウス。2007年12月20日をもって閉館。

### 収蔵作品
尾道ゆかりの書画と美術品が展示されていた（以下は当時の収蔵品）
- 尾道の年表
- 北前船模型
- 江戸時代の商売道具
- 足利尊氏天寧寺開山の書等
- 鎌倉期の彫刻
- 12代横綱陣幕久五郎の各資料等

## 交通アクセス
- JR山陽新幹線「新尾道駅」より車で約15分
- JR山陽本線「尾道駅」より車で約15分
- おのみちバス東尾道方面行きフジグラン経由「グリーンベルト」停留所下車、徒歩約1分

## 関連会社
- 福光食品
- 北前亭